# المرأة في الهندسة

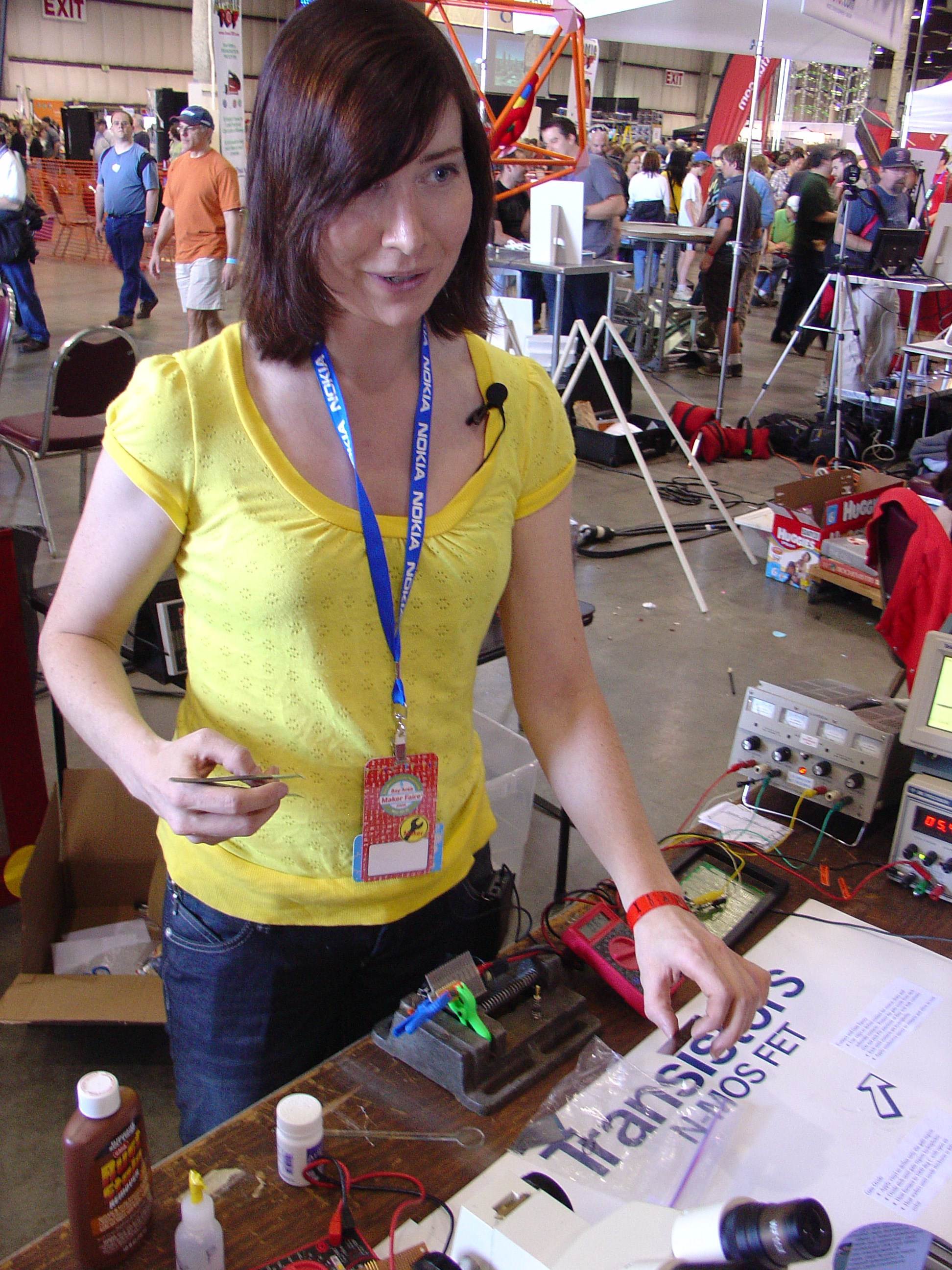
جيري يلسورث المصممة والمخترعة لإحدي رقائق الكومبيوتر المستخدمة في الكشف التلقائي في معرض «ميكر فير» في عام 2009

ساهمت المرأة في مجالات متنوعة في الهندسة في التاريخ الحديث والقديم، وعادة ما يكون تمثيل المرأة منخفض سواء علي المستوي العملي أو المستوي البحثي في مجالات الهندسة، ولقد نشأت العديد من المنظمات والبرامج لفهم ذلك التمثيل المنخفض والتفاوت بين الجنسين والتغلب عليه.

## تاريخياً

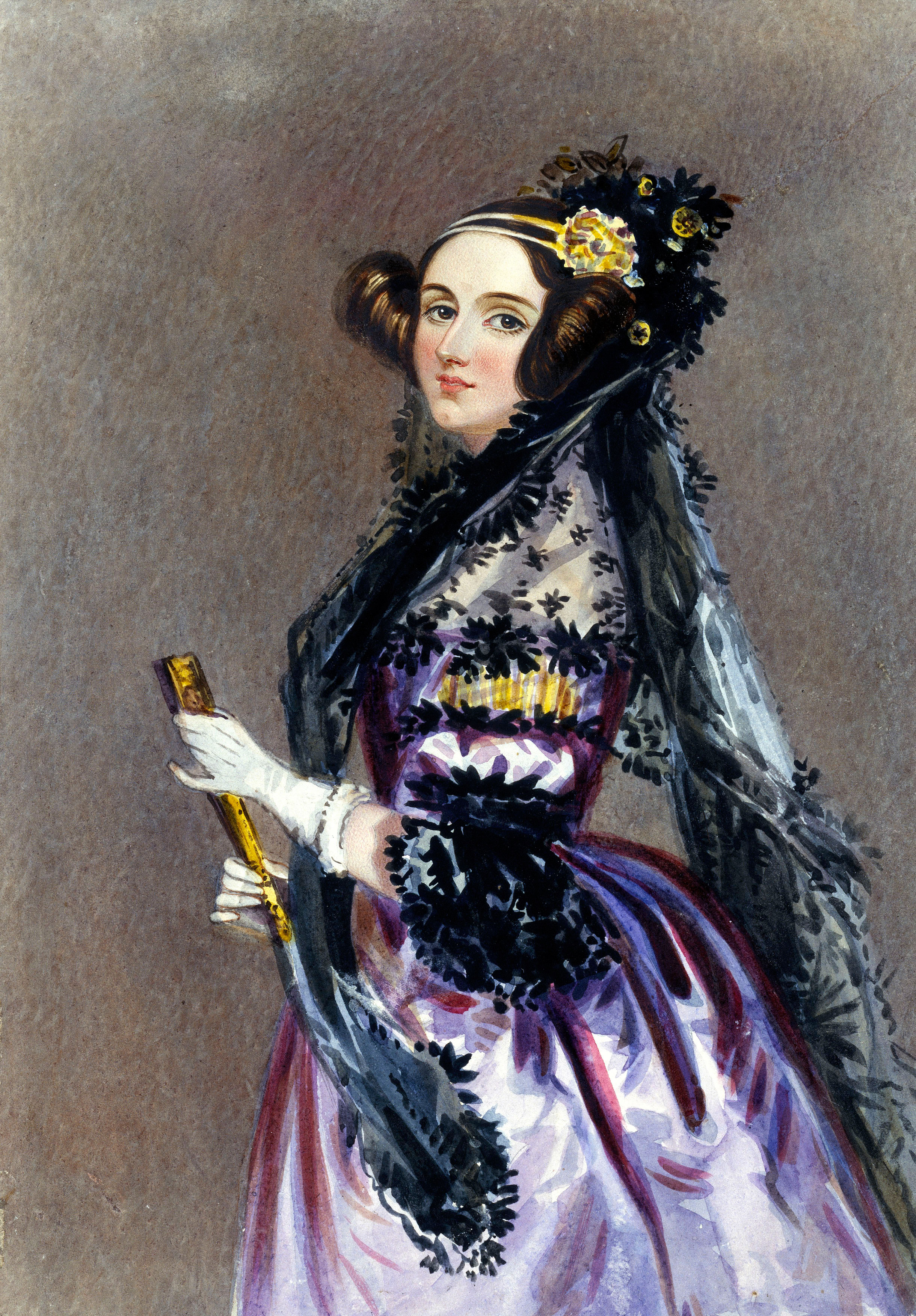
صورة لآدا كينج، كونتيسة لوفليس

تاريخ مساهمة المرأة في مجالات الهندسة يسبق تطور مهنة الهندسة كمهنة، فقبل أن تكون الهندسة مجال مخصص سعت بعض النساء ليتم الاعتراف بهن كمخترعين مثل هيباتيا في الإسكندرية ( في الفترة بين عام 350 أو 370 حتي 415 بعد الميلاد) والتي لها الفضل في اختراع المكثاف أو الهيدروميتر، وفي القرن التاسع عشر فإن النساء اللاتي مارسن العمل الهندسي كانوا عادة يحصلوا علي تدريب مهني في الرياضيات أو العلوم.
آدا لوفلايس أول مبرمج حاسوب في التاريخ، حيث طورت برامج لآلة تشارلز باباج التحليلية. ووضعت القواعد الأساسية للغات البرمجة الحديثة، وقد كرمت بإطلاق اسمها على لغة أدا، وقد عاشت آدا في الفترة بين 1815 - 1852 ميلاديًا وقد تعلمت الرياضيات بنفسها قبل أن تبدأ في الاشتراك مع تشارلز بابيج في تصميم المحرك التحليلي والذي جعل لها الفضل في تصميم أول برنامج حاسوبي في التاريخ.
ودرست المهندسة والمخترعة البريطانية هرثا ماركس أيرتون (1854-1923) الرياضيات في جامعة كامبريدج في فترة الثمانينيات من القرن التاسع عشر.
إيميلي وارين رويبلنج (1843-1903) والتي تولت إنشاء جسر بروكلين بعدما أصبح زوجها مريضًا بداء الغوّاص وأصبح طريحًا للفراش، حيث قامت بدور المراقب والمساعدة والمراسلة والمهندسة خلال ما تبقي من تصميم الجسر، ولإخلاصها في تصميم الجسر كانت هي أول من عبر جسر بروكلين بعدما تم إفتتاحه في 24 مايو 1883.
إليزا ليونيدا زامفيرسكو(1887-1973) هي إحدي النساء المهندسات الأوائل في أوروبا حيث تخرجت من جامعة برلين للتكنولوجيا عام 1912، وفي بدايات القرن العشرين تم الاعتراف بنساء قلائل في ممارسة بعض المجالات الهندسية وكان يُنظر إليهن كالعجائب من قِبل نظائرهن من الرجال. وكانت أليس بيري أول امرأة في أوروبا تتخرج بدرجة علمية في الهندسة في عام 1908 من الجامعة الوطنية في أيرلندا.
وبدخول الولايات المتحدة الحرب العالمية الثانية سبب ذلك نقص حاد في المواهب الهندسية في البلاد نتيجة لتوجه الرجال إلي القوات المسلحة، قامت شركة جنرال إلكتريك مباشرة بعمل تدريب هندسي للنساء الحاصلات علي درجات علمية في الرياضيات والفيزياء وأيضًا قامت شركة كورتيس رايت بتصميم برنامج هندسي لتأهيل النساء للعمل الهندسة وقامت بالاشتراك مع العديد من المؤسسات مثل جامعة تكساس في أوستن وجامعة مينيسوتا وجامعة بيردو وجامعة ولاية بنسلفانيا بعمل منهج هندسي يتم تدريسه للنساء وقامت 600 امرأة بالاشتراك فيه، واستمر تدريس المنهج لمدة عشرة أشهر وركز علي تصميم وإنتاج الطائرات.
إديث كلارك (1883-1959) هي أول مهندسة كهربائية قامت بالحصول علي درجة علمية من معهد ماساتشوستس للتكنولوجيا في عام 1918، وكانت أول امرأة يتم توظيفها في وظيفة مهنية كمهندسة كهربائية في الولايات المتحدة وأول أستاذة جامعية للهندسة الكهربائية في جامعة تكساس في أوستن وقامت بإختراع الآلة الحاسبة الرسومية والتي يتم استخدامها في إيجاد خصائص خطوط نقل الطاقة الكهربائية.
بيولا لويس هنري (1887-1973) وكانت تُعرف بالسيدة إيديسون]] في العشرينيات والثلاثينيات في القرن الماضي وذلك لكثرة إختراعاتها حيث قامت بتسجيل 49 براءة إختراع ونُسب إليها أكثر من 110 اختراع مبتكر، وكانت دائمة العمل في تحسين الأشياء لكي تُستخدم بسهولة، وبعد أن إنتقلت إلي نيويورك في عام 1924 قامت بتأسيس شركتين حيث قامت بإختراع بعض إختراعاتها هناك، وهي المؤسسة لشركات هنري أمبريلا وباراسول بي إل هنري.
كاثيلين مكنولتي (1921-2006) تم إختيارها لتكون إحدي المبرمجات لأول حاسوب إلكتروني، حيث بدأ معهد جورجيا التقني في تسجيل الطالبات لدراسة الهندسة في عام1952، ومعهد ماساتشوستس للتكنولوجيا قام بتخريج أول طالبة في عام 1873 هي إيلين سوالوا ريتشاردز (1842-1911)، بينما بدأت جامعة بولي التقنية في باريس بتسجيل الطالبات للدراسة في عام 1972.

## العوامل المساهمة في إنخفاض معدلات المشاركة النسائية

### الدافع في التعليم العالي
معدل التسجيل والتخرج للنساء في التعليم ما قبل الثانوي هو عامل مهم في تحديد عدد النساء اللاتي سيصبحن مهندسات، فالدرجات الجامعية هي الملاذ الأخير للمشاركة في المجالات العلمية بحثيًا
ودول مثل الولايات المتحدة و كندا لديها متطلبات أكثر سهولة لإكمال التعليم العالي بالمقارنة بدول مثل بريطانيا واستراليا الذين يطلبون من الطلبة دراسة الرياضيات والفيزياء والكيمياء في المدرسة الثانوية كشرط أساسي لإستكمال التعليم العالي 
وتفضل النساء دراسة الهندسة المدنية والكيميائية بالمقارنة بهندسة الفضاء والهندسة الميكانيكية والهندسة الكهربائية.
وهناك نوعين من التفسيرات لصعوبة دراسة المرأة الهندسة، التفسير الأول هو الخصائص الرئيسية والثاني هو الفرق بين الجنسين، حيث أن الصورة النمطية تفرق بين قدرة المرأة علي قيام ما يقوم به الرجل، حيث تعاني المرأة في المجال الهندسي من صعوبات متعلقة بالجوانب التي يهيمن عليها الذكور في الهندسة لكن من يثابر منهن ويعافرن فيستطيعوا التغلب علي تلك المعوقات ويسمحوا لأنفسهن بالحصول علي الخبرات والتقدير في مهنة الهندسة.
| الدولة           | % من النساء | العام   |
| ---------------- | ----------- | ------- |
| أستراليا         | 14.1%       | 2004    |
| كندا             | 18.5%       | 2004    |
| بريطانيا         | 9.5%        | 2005-06 |
| الولايات المتحدة | 19.3%       | 2005-06 |

## إحصائيات

### الولايات المتحدة
يعتبر تمثيل النساء منخفضًا سواء في مستوي الطلاب في التعليم العالي أو حتى في مستوى المهندسين العاملين، حيث أن عدد الحاصلات علي درجة البكالريوس من النساء إنخفض من 20.4% في عام 2003 إلي 17.8% في عام 2009 ثم عاد وإرتفع إلي 18.9 في عام 2012، وعدد الحاصلات علي درجة الماجستير من النساء لم يتغير كثيرًا من 22.3% في عام 2003 و 23.1% في عام 2012، بينما درجة الدكتوراه إرتفعت نسبة الحاصلات عليها من النساء من 11.6% من إجمالي الحاصلين عليها في عام 1995 إلي 17.4% في عام 2004 وإلي 21.1% في عام 2008 ثم عام وإرتفع قليلًا في عام 2012 إلي 22.2% وتظل القوي العاملة منخفضة علي مستوي النساء حيث أن 11% من العاملين في مجال الهندسة في عام 2003 كانوا من النساء.

### أستراليا
9.6% فقط من المهندسين في أستراليا هن من النساء ومعدل النساء الحاصلات علي درجات علمية في الهندسة ظل ثابتًا حوالي 14% منذ تسعينيات القرن الماضي.

### كندا
برغم أن المرأة تمثل تقريبًا أكثر من النصف في التمثيل الجامعي للسكان، فإن النساء في المجال الهندسة منخفض بشكل كبير وغير متناسب. حيث أنه في عام 2001 كان 21% من الطلاب في المجالات الهندسية كانوا من النساء وبحلول عام 2009 إنخفضت تلك النسبة إلي 17%، وربط أحد المعلقين هذا إلي عدد من العوامل مثل الفشل في تعريف الهندسة بأنها تسهل حيوات الآخرين ونقص الوعي لما يقوم به المهندسون وعدم الراحة للتواجد في بيئة يهيمن عليها الرجال وأنه يجب علي النساء أن تتكيف في تلك البيئة وحسب.
في تسعينيات القرن الماضي كان عدد الطالبات الجامعيات في دراسة الهندسة يتراوح بين 17% إلى 18% بينما في عام 2001 إرتفعت تلك النسبة إلى 20.6% وفي عام 2010 كان 17.7% من الطلبة الجامعيني من النساء.
| الولاية               | الطلبة الجامعين | الخريج | دارسي الدكتوراة |
| --------------------- | --------------- | ------ | --------------- |
| ألبيرتا               | 22%             | 23.3%  | 23.3%           |
| بريتيش كولومبيا       | 16.5%           | 27.5%  | 27.5%           |
| مانيتوبا              | 16%             | 22.9%  | 22.9%           |
| نيو برونسويك          | 15.9%           | 19.3%  | 19.3%           |
| نيوفوندلاند ولابرادور | 20.9%           | 20.6%  | 20.6%           |
| نورثويست تيرتوريس     | —               | —      | —               |
| نوفا سكوتيا           | 18.7%           | 15.8%  | 15.8%           |
| نونافوت               | —               | —      | —               |
| أونتاريو              | 17.7%           | 21.4%  | 21.4%           |
| برنس إيدوارد آيلاند   | —               | —      | —               |
| كيوبيك                | 16.3%           | 20.4%  | 20.4%           |
| ساسكتشوين             | 19%             | 27.9%  | 27.9%           |
| ياكون تيريتوري        | —               | —      | —               |
| كندا                  | 17.7%           | 21.9%  | 21.9%           |

وكان عدد النساء عام 2010 المُسجلات في التعليم ما قبل الجامعي كان الأعلي في دراسات البيئة والأنظمة الحيوية والهندسة الجيولوجية
وعدد النساء في التعليم ما قبل الجامعي والخريجات والمُسجلات لدراسة الدكتوراة في البرامج الهدسة المختلفة يختلف بإختلاف الولاية حيث أنه كان مرتفعًا في ولايات ساسكاتشين و ألبيرتا وبريتيش كولومبيا
وفي المتوسط فإن 11% من طلبة كليات الهندسة يكونوا من النساء والنسبة في المناصب القيادية النسائية تكون تقريبًا 9%، وجامعة تورنتو هي الأعلي في المعدل النسائي في كندا بنسبة 17% والجامعات الأخرى حول العالم تقريبًا متوسط التمثيل النسائي فيها 13%
في عام 2011 قام معهد إنويس التعليمي والبحثي بإقامة ورشة عمل قومية للجنة الكندية الهندسية للمرأة لوضع بعض الطرق لزيادة عدد النساء في المجال الهندسي في كندا، ووضعت اللجنة هدفًا لزيادة اهتمام المرأة في الهندسة بنسبة 2.6% بحلول عام 2016 وذلك بزيادة عوامل التحفيز من خلال الاشتراك في مشاريخ خاصة ومميزة وحددت اللجنة التعليم الأساسي ووصفه بأنه أحد الأسباب الرئيسية بالإضافة لعوامل أخرى مثل «الثقافة المجتمعية للجيل الحالي والإرشاد الذي يلقاه الطلبة في تحديد المسار التعليمي بواسطة الآباء والمدرسين والناصحين بأن الهندسة هي مسار مناسب وملائم للمرأة»، وقارن التقرير الصادر من ذلك الاجتماع بين الأهداف التي وُضعت لعام 1997 والإحصاءات الفعلية في عام 2009 موضحًا مجالات التحسن (في الجدول علي اليمين)
| النساء في ...                        | 1997   | 2009                                   |
| ------------------------------------ | ------ | -------------------------------------- |
| العام الجامعي الأول                  | 25-25% |                                        |
| البرامج الجامعية                     |        | 17.4%                                  |
| دراسات الماجستير                     | 20%    | 24.1%                                  |
| دراسات الدكتوراه                     | 10%    | 22%                                    |
| الأساتذة الجامعين أعضاء هيئة التدريس | 5%     | استاذ جامعي : 7% مساعد: 11% معاون: 18% |
| الخريجين بدرجات علمية في الهندسة     | 18%    | 17.6%                                  |
| المهنة                               |        | 10.4%                                  |

## مبادرات لترويج الهندسة للمرأة
| المنظمة                                        | الدولة                                                                     |
| ---------------------------------------------- | -------------------------------------------------------------------------- |
| Anita Borg Institute for Women and Technology  | عالمية                                                                     |
| الشبكة النسائية للمهندسات                      | الولايات المتحدة                                                           |
| مجتمع المهندسات                                | الولايات المتحدة                                                           |
| Grace Hopper Celebration of Women in Computing | الولايات المتحدة                                                           |
| روبوجولز                                       | أستراليا، بريطانيا، الولايات المتحدة، جنوب أفريقيا، كندا، اليابان، الفلبين |
| المنظمة الألمانية للمهندسات                    | ألمانيا                                                                    |
| منظمة المهندسات المحترفات في نيجريا            | نيجريا                                                                     |
| معهد مهندسات الألكترونيات والكهرباء            | كندا                                                                       |
| شبكة ولاية أونتاريو للمرأة في الهندسة          | كندا                                                                       |
| المرأة الجنوب أفريقيا في الهندسة               | جنوب أفريقيا                                                               |
| منظمة طالبات الهندسة                           | بريطانيا                                                                   |
| منظمة المرأة الهندسية                          | بريطانيا                                                                   |

## للإطلاع
- Bix, Amy Sue. Girls Coming to Tech!: A History of American Engineering Education for Women (MIT Press, 2014)
- Rosser, Sue (2014). Breaking into the Lab: Engineering Progress for Women in Science. NYU Press. ISBN:978-1479809202.